# Yukarıhüseyinşe yh, Hendek
Yukarıhüseyinşe yh là một xã thuộc quận Hendek, tỉnh Sakarya, Thổ Nhĩ Kỳ. Dân số thời điểm năm 2008 là 319 người.